# За трошка среќа
За трошка среќа (прев. са мак. За мрву среће) је југословенски и македонски ТВ филм из 1987. године. Режирао га је Миле Грозданоски а сценарио је написао Аљоша Руси.

## Улоге
| Глумац               | Улога        |
| -------------------- | ------------ |
| Стево Спасовски      | Ацо          |
| Снежана Стамеска     | Рајна        |
| Драган Спасов        | Данчо        |
| Марија Руси          | Маруле       |
| Аце Ђорчев           | Георги       |
| Лиле Георгиева       | Мара         |
| Ванчо Петрушевски    | Милиционер 1 |
| Александар Шехтански | Милиционер 2 |
| Цветанка Јакимовска  | Баба         |
| Мајда Тушар          | Проститутка  |
| Методија Марковски   |              |
| Џeмаил Макшут        |              |
| Димитар Спасески     |              |